# Castle Durrow

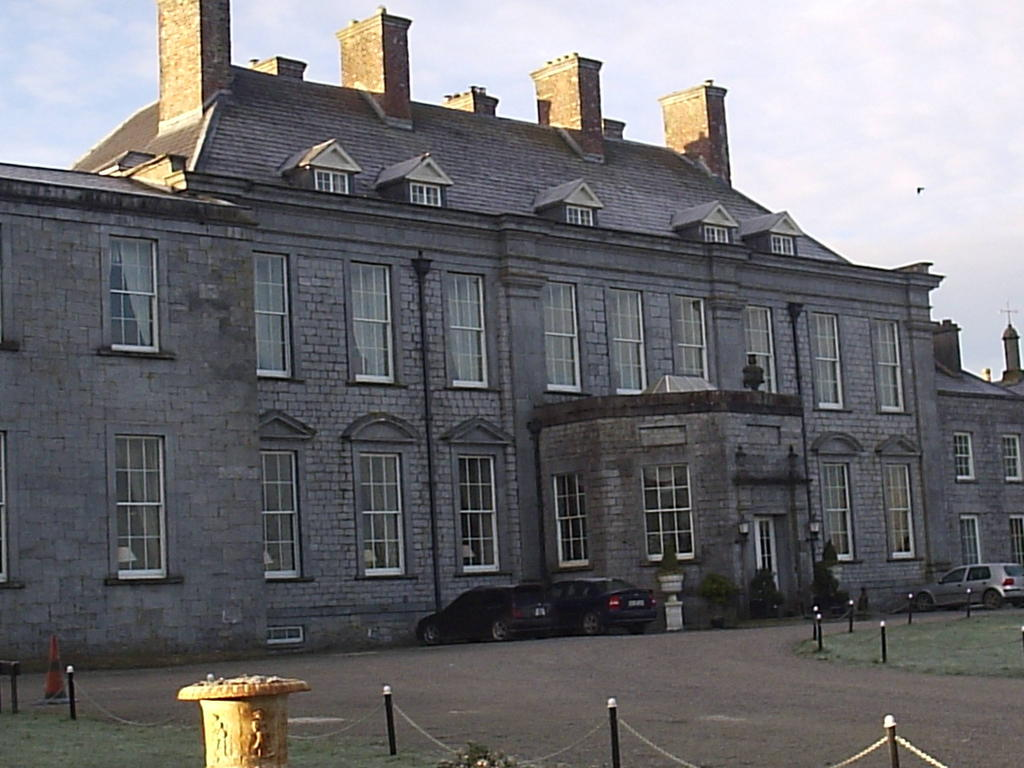
Castle Durrow

Castle Durrow (irisch Caisleán Darú) ist ein Landhaus in Durrow im irischen County Laois. Das Haus aus dem frühen 18. Jahrhundert ist im präpalladianischen Stil errichtet und von formellen Gärten umgeben, wie dies im 18. Jahrhundert populär war. Es gilt als eines der schönsten Landhäuser im County Laois.

## Geschichte
Colonel William Flower (ab 1733 Baron Castle Durrow) ließ das Haus zwischen 1712 und 1716 als Familienwohnstatt errichten. 1751 wurden dessen Sohn, Henry Flower, 2. Baron Castle Durrow, zum Viscount Ashbrook erhoben. Diesen Titel führt heute der Nachfahre in direkter Linie, Michael Flower, 11. Viscount Ashbrook, (* 1935).
Die Familie Flower besaß das Anwesen bis 1922; dann waren sie zum Verkauf gezwungen und kehrten nach England zurück. Ein Mr Maher aus Freshford im County Kilkenny, der hauptsächlich an dem schlagbaren Holz des Anwesens interessiert war, kaufte Castle Durrow. Später übernahm die Land Commission die landwirtschaftlich nutzbaren Grundstücksteile, während das Forestry Department den lichten Wald übernahm.
Nachdem das Landhaus etliche Jahre leerstand, wurde es 1929 in eine Schule (St. Fintan’s College and Convent) umgewandelt und 1998 kauften Peter und Shelley Stokes das Gebäude und bauten es zum luxuriösen Castle Durrow Country House Hotel um.